# Gimnazija Novo mesto
Gimnazija Novo mesto je edina splošna gimnazija v Novem mestu.
Gimnazija Novo mesto je druga najstarejša šola z gimnazijskim programom na prostoru današnje Slovenije. Kljub drugemu mestu po starosti pa je gimnazija z najdaljšim neprekinjenim delovanjem v Sloveniji.

## Zgodovina
Gimnazijo v Novem mestu je leta 1746 formalno ustanovila vladarica Marija Terezija. Šolo so vodili novomeški frančiškani. Pouk je prvič stekel 3. novembra istega leta. Gimnazijo je tedaj vpisalo 66 dijakov (vsi fantje – gimnazija je bila na začetku izrazito moška šola); pater Godfrid Pfeiffer, prvi novomeški prefekt, je na konec seznama dijakov zapisal: "S to majhno in skromno skupino se je pričel novomeški študij." 
Ob svoji ustanovitvi je bila Gimnazija Novo mesto edina daleč naokoli. Tako je imela od samega začetka pomembno kulturno, izobraževalno, znanstveno, gospodarsko in politično vlogo v življenju Novomeščanov in ostalih Slovencev. Na Gimnaziji Novo mesto so se šolali mnogi umetniki, gospodarstveniki, znanstveniki, kot na primer: Josip Plemelj, Oton Župančič, Ivan Tavčar, Slavko Grum, Dragotin Kette, Božidar Jakac, Miran Jarc, Anton Podbevšek, Marjan Kozina, Marjan Mušič, Pino Mlakar, Vladimir Lamut, Leon Štukelj …
Gimnazijski pouk je sprva potekal v stavbi, ki še danes stoji poleg župnije Sv. Lenarta. Potem, ko so se novomeški gimnazijci leta 1912 preselili v novo zgradbo na današnji Seidlovi, je v nekdanjem poslopju obratovala mestna bolnišnica, danes pa tam poteka pouk Glasbene šole Marjana Kozine. 
Frančiškani so svoje delo opravljali vestno. Doslej ni bilo nikjer zaslediti vesti, da so patri-učitelji izvajali kakršenkoli pritisk na gimnazijce glede izbire poklica. Seveda jih niso usmerjali proti vladarski hiši, saj bi bilo to navzkriž z njihovimi prepričanji. Bili so svobodoumni: o tem priča že dejstvo, da na gimnazijo nikoli niso uvedli obveznega pouka stare grščine, čeprav je vladajoča hiša pritiskala nanje in jim kasneje očitala, da imajo nekateri dijaki zaradi pomanjkanja znanja stare grščine slabšo podlago za nadaljnji študij.
V drugi polovici devetnajstega stoletja (1870) je država frančiškanom vzela vajeti gimnazije, kar je vrata šole odprlo tudi laičnim profesorjem. Gimnazijo sta kasneje zaznamovali obe svetovni vojni; še posebej druga, saj so italijanski fašisti ob začetku vojne zajeli cel razred uporniških dijakov, ki ni podlegel fašistični nadoblasti. Fante so odpeljali v taborišče v Monigu, kjer so bolj životarili, kot živeli. Posnet je bil tudi intervju z enim od bivših dijakov, ki so preživeli izgon v Monigo. 
Šolo so zaznamovale tudi mnoge šolske reforme. Leta 1854 je gimnazija iz šestletne prešla v osemletno, leta 1958 pa je iz osemletne postala štiriletna.
Ob praznovanju 250-letnice šole so stavbo gimnazije temeljito prenovili. Prenova je trajala dve leti, kar je pomenilo, da so morali pouk začasno prestaviti na popoldanske ure, posluževali pa so se prostorov novo zgrajenega Šolskega centra Novo mesto. Danes je prenovljena novomeška gimnazija med najlepšimi v Sloveniji. Čudovita stara stavba opremljena z najsodobnejšo tehnologijo dijakom nudi kvalitetno okolje za ustvarjanje, učenje, nabiranje novih veščin in jih konstantno postavlja pred nove izzive. Leta 2012 je Gimnazija Novo mesto praznovala 100 let nove stavbe in 265 let delovanja gimnazije. Ob tej veličastni obletnici je bila postavljena stalna razstava o zgodovini gimnazije z naslovom PIETATI LITTERISQUE.

## Nova stavba
Vse od leta 1746, ko je pouk prvič stekel na novomeški gimnaziji, pa do začetka dvajsetega stoletja, so dijaki gimnazijo obiskovali v hiši nekdanjega mestnega sodnika. Skozi čas je število dijakov začelo naraščati in prvi ukrepi so bili, da se poslopju doda še eno nadstropje. Ta gradbeni poseg je še danes moč opaziti na pročelju nekdanje gimnazije (poslopje je danes v uporabi Glasbene šole Marjana Kozine). Toda hiše je imela več pomanjkljivosti, kot le premalo prostora - streha je puščala, pozimi so se prostori le komaj segreli in zaradi pomanjkanja financ je stavba postala zanemarjena. V najslabšem obdobju so stavbo celo primerjali s hlevom, kar je bilo izredno sramotno za cesarsko šolo. Šele leta 1874 je na gimnaziji prvič stekel pouk telovadbe, za kar je bila potrebna širitev in obnova šolskega dvorišča. 
V začetku 20. stoletja je šola dobila tudi vodovod, a vsem spremembam navkljub stavba več ni zadoščala svojemu namenu. Stroški popravil in vzdrževanja so vrtoglavo naraščali in začela se je porajati ideja o gradnji novega poslopja. Zidava se je začela leta 1910, novo stavbo, ki stoji na današnji Seidlovi ulici, pa so slovesno otvorili 12. 10. 1912. V novi stavbi je izginila skrb za pomanjkanje prostora ali za slabo opremo - učilnice so bile mnogo prostornejše, stavba je imela elektriko in vodovod, boljše klopi in ravnatelj je imel v stavbi svoje stanovanje (danes na tem mestu stojijo učilnice, kjer večinoma poteka pouk geografije in zgodovine).
Novomeška gimnazija je bila pomembna za ozemlje današnje Slovenije, čeprav je bila v okviru takratne Avstrije majhna in nepomembna. Dolgo je bila izrazito moška šola - prva dijakinja se je na Gimnazijo Novo mesto vpisala v šolskem letu 1908/1909. Kljub majhnosti, je gimnazija za Dolenjsko predstavljala vir kulturne in duhovne osveščenosti, njen vpliv pa je segal tudi prek meja Slovenije, na Hrvaško.

## Po letu 1918
Poleg prve svetovne vojne je v tistem obdobju po Novem mestu pustošila tudi španska gripa, ogromno je bilo ranjenih in meščani so potrebovali stavbo, v kateri bodo oskrbeli bolnike. Zato je šola morala pouk

začasno prestaviti v druge stavbe, ali pa ga je izvajala v omejeni obliki. Dijaki so se po treh letih, ko je bila stavba gimnazije v uporabi vojaške bolnišnice, vrnili nazaj v šolske klopi. pred ponovno uporabo novozgrajenega poslopja, so le-tega razkužili in za silo obnovili. Pouk je znova stekel 20. septembra v izrazito domoljubnem slogu. Vsi, tako dijaki kot profesorji, so se zavedali, da gre vojna h koncu in z njo tudi monarhija, saj so slovenski politiki že zahtevali svojo narodno državo. nemščina je bila še vedno glavni predmet, kar je šlo vsem dijakom v nos, saj v Novem mestu skoraj ni bilo Nemcev in Avstro-Ogrski se je očitno bližal konec. V času od 9. oktobra do 5. novembra 1918 je Gimnazija Novo mesto zaprla svoja vrata zaradi španske gripe, ki je še vedno terjala svoj krvni davek po vsej Evropi. Ko so se po mesecu dni dijaki ponovno vrnili na gimnazijo, je na njenih hodnikih in v učilnicah zaživel dedek očetov, mater, dedkov in babic - slovenščina. 
Skupnost je zaživela v zvezi Srbov, Hrvatov in Slovencev, kar je bilo za domoljubne novomeške dijake dosti bolje, kot pod avstrijskim okriljem, toda tudi nova zveza je imela svoje slabosti; ob nastanku bodoče Jugoslavije so se združevale tri pokrajine z zelo različnimi šolskimi sistemi. Slovenski je nedvomno zelo prednjačil, saj je še vedno prevladoval humanističen tip gimnazij z latinščino in grščino kot dvema zelo pomembnima predmetoma. vendar že v zadnjih letih Avstro-Ogrske so se pojavljale vse glasnejše želje po realni gimnaziji; v tej bi grščino nadomestil en živ jezik (po navadi je bila to francoščina), več poudarka pa bi se dalo na naravoslovne predmete in matematiko.
Pred vstopom v Jugoslavijo je bilo na slovenskem območju 14 gimnazij, od tega je bila le ena povsem slovenska (Škofovi zavodi v Št. Vidu nad Ljubljano). Novomeška gimnazija je bila dvojezična (nemško-slovenska), toda to se je kmalu spremenilo; Karel Verstovšek (slovenski politik in filolog) je - kljub nasprotovanjem tudi pri bolj umirjenih politikih - hitro in uspešno izvedel slovenizacijo vseh šol v jugoslovanskem delu Slovenije. Nemška je ostala le ena šola v Ljubljani in posamezni oddelki na štajerskih in kočevskih šolah. Slovenščina je postala eden najpomembnejših predmetov; pisala se je na maturi, uporabljala se je v letnih poročilih in profesorskem delu.
Novi časi so zahtevali odločne in sposobne ljudi; na srečo je novomeška gimnazija dobila prav takega ravnatelja. To je bil Josip Wester, ki se je med vojno boril na albanski fronti, med letoma 1900 in 1902 pa je v novem mestu učil slovenščino. Gimnazija mu je ostala v lepem spominu in napisal je prošnjo za ravnateljsko mesto. V delu na novomeški gimnaziji je očitno užival, saj je kasneje zapisal: "Lahko rečem, da mi je bilo delo v šoli skoti vsa ta leta v pravo zadovoljstvo." Na ravnateljsko mesto je bil sprejet 1. avgusta 1918, na to pozicijo pa je bil izbran ne le po strokovnem, temveč tudi po kriteriju, da šola potrebuje izkušenega oficirja, ki bo vzpostavil red in mir s trdo roko. Na vrata direktorske pisarne je obesil napis: "Govori malo - povej dosti - opravi hitro." prevratni čas je v Novem mestu torej potekal mirno in dostojanstveno.
29. oktobra so se profesorji udeležili manifestacij ob ustanovitvi nove države, 10. novembra pa so v družbi dijakov že prvič peli novo himno. 6. decembra 1918 je učiteljski zbor položil zaobljubo Narodni vladi v Ljubljani, 14. decembra pa je bil velik narodni in šolsko praznik. Šolska telovadnica je bila slovesno okrašena in je poleg vseh dijakov in profesorjev komaj sprejela še vse povabljence. Citirali so Vodnika, Prešerna, Gregorčiča in nakazovali, koga bomo po novem slavili Slovenci. Na sporedu je bil tudi govor ravnatelja Westerna.

## Gimnazija med 2. svetovno vojno
Ker se je bližala vojna, je bil konec marca 1941 na številnih šolah prekinjen pouk, tudi na novomeški gimnaziji, saj se je vanjo vselila vojska. Na uradu v Ljubljani so odredili, da se do 1. aprila '41 vsem dijakom podeli zaključna spričevala, a že 23. aprila je pouk ponovno stekel, tokrat v drugačnih državnih okvirih. Južni del Sloveniji je po razkosanju Jugoslavije pripadel italijanskemu okupatorju, ki je bil vsaj na začetku (za razliko od Nemcev in Madžarov) bolj popustljiv do širjenja slovenske kulture, saj je želel Slovence fašizirati počasi in postopoma. V tem obdobju so se iz severnega dela Slovenije začela preseljevanja na jug; predvsem so se selili intelektualci, kar se je poznalo na šolstvu. V šolskem letu 1941/42 se je na Gimnazijo Novo mesto vpisalo 543 dijakov, v naslednjem letu pa celo 607. A krivulja se je kmalu obrnila v nasprotno smer, kajti avtonomija navidezne slovenske kulture se je razblinila, težki vojni časi pa so se še zaostrili. Do konca vojne se je število dijakov na novomeški gimnaziji več kot razpolovilo. 
Ob bombardiranjih Jugoslavije je škodo utrpela tudi novomeška gimnazija. Tedanji ravnatelj Dolenec je bolj kot nemške napadalce krivil kar jugoslovansko protiletalsko artilerijo, ker se je branila. Do nemškega okupatorja od začetka ni bil preveč kritičen: "Požar je bil v polnem razmahu, ko so približno ob pol štirih popoldne v mesto prišle prve motorizirane nemške vojne enote. Nepozabljiv - veliki petek! za kako noč so se nemške čete ustavile tudi v gimnaziji in so tu prenočevale. Ostale pa niso v mestu. večkrat te je kdo vprašal: 'Ali je še daleč do Srbije?'" Svoje mnenje je začel kmalu spreminjati, saj je spoznal namene nemške raznarodovalne politike. Takoj po prihodu Italijanov je začel brati Hitlerjev Mein Kampf. Kljub spoznanju, da ima okupator za slovenski narod le najslabše namene, je še vedno najbolj obsojal upornike, torej partizane. To je tudi izrazil z besedami, ki jih je izrekel profesorjem in dijakom: "Ob času velikih stisk misli na to, da je tvoja prva dolžnost zaupanje v boga in ljubezen do bližnjega." Manj je bil kritičen do nemškega in italijanskega okupatorja, za vaške straže in domobranstvo pa je kasneje kazal neprikrito navdušenje. Ob kapitulaciji Italije, ko je bil osvobojen večji del južne Slovenije in je bilo za nekaj časa svobodno tudi Novo mesto, je dejal: "Vsekakor spada teh šest tednov partizanske vlade med najtežje čase, ki so jih doživeli Novomeščani med drugo svetovno vojno."
Pouk na gimnaziji po letu 1941 pa le ni potekal tako idilično, kot je to videl ravnatelj Dolenec. Že v drugem šolskem letu v vojni je bilo veliko dijakov in profesorjev zaprtih ali v internaciji. 1. junija 1942 je bilo priprtih 12 profesorjev, dijaki pa celo leto niso imeli športne vzgoje, ker je telovadnico zasedala vojska. Problem je bil tudi v pogojih, ki niso bili primerni za delovanje dijaških organizacij. Okupator je želel praznino zapolniti z novo organizacijo in revijo GILL (Gioventu italiana di littorio di Lubiana; Italijanska liktorska mladina Ljubljanske pokrajine). Toda program je naletel na velik odpor med dijaki, saj je bil poskus fašizacije mladine; k bojkotiranju GILL-a je mladino pozivala Osvobodilna fronta slovenskega naroda.

### Upor
Okupatorjeva politika je Slovence silila v upor in k ohranitvi nacionalnih interesov; mišljenj in različnih mnenj je bilo mnogo, toda cilj je bil skupni. Že 29. novembra 1941 so nekateri dijaki na novomeški gimnaziji na državni praznik (v spomin ustanovitve države Slovencev, Hrvatov in Srbov leta 1918) vstali in dve minuti molče stali. Vse ravnatelje srednjih šol je zato sklical visoki komisar Ljubljanske pokrajine Emilio Graziolli, ki je zagrozil, da bo zaprl vse šole, če se bo to še ponovilo. Naslednja priložnost za tako manifestacijo je bil 1. december, dan zedinjene Jugoslavije. Mladinska osvobodilna fronta je začela po vseh šolah začela pripravljati podobne manifestacije kot 29. novembra. Temu pa so nasprotovali Mladinci, ki so delovali po načelih katoliške akcije in so ponosno deklarirali za Mahničeve učence. Manifestacije 1. decembra je bilo več kot le upor - bilo je tehtanje kateri politični pol ima večji vpliv na slovensko mladino. 
Kljub vsem nasprotovanjem (tudi ravnatelj Dolenec je nasprotoval manifestaciji) je bilo 1. decembra na Gimnaziji novo mesto živahno. V znak protesta je vstalo 201 od skupaj 616 dijakov, od tega več deklet kot fantov. ravnatelj je upor želel prikriti in je v Ljubljano sporočil, da na novomeški gimnaziji ni bilo demonstracij proti Italiji, toda dejstva so prišla do italijanskega okupatorja. Ta je, kot je obljubil ukrepal ostro. 12. decembra so vse dijake, ki so se udeležili demonstracije, izključili iz šole in so morali zapustiti njeno poslopje, ki so ga obkolili karabinjerji, izključene pa so na stopnicah pred šolo in na cesti pričakali še detektivi in policisti s policijskimi psi. Izključeni so kmalu napisali prošnje, da bi bili oproščeni, toda okupator jim je dal dve možnosti - ali se pokorijo in se pridružijo GILL-u ali pa jih dokončno izključijo. Večina se je odločila za drugo, tisti, ki so podpisali, pa so bili pribežniki iz nemške okupacijske cone. Po izključitvah se je število dijakov na novomeški gimnaziji zmanjšalo na približno petino.
Za skupaj 132 dijakov (62 učencev in 70 učenk) so v privatnih stanovanjih v Novem mestu organizirali ilegalno gimnazijo, ki je začela delovati 18. decembra 1941. Za zamisel o ilegalni gimnaziji so se ogreli tako dijaki, kot starši in profesorski odbor OF. Poleg profesorjev so predavali tudi brezposelni profesorji in prebežniki iz nemške okupacijske cone. za njih so zbirali prispevke in jim omogočali skromno življenje. Pouk je potekal kolikor toliko redno, toda so se bili prisiljeni pogosto seliti in prekinjati s predavanji, zaradi aretacij posameznih organizatorjev in profesorjev. Marca 1942 je ilegalna gimnazija prenehala delovati, saj so okupatorji zaprli glavnega organizatorja šole. 1. julija istega leta so aretirali tudi nekatere dijake in jih poslali v internacijo v Monigo. O teh dogodkih pripoveduje intervju z Dr. Šavljem, nekdanjim dijakom novomeške gimnazije, ki so ga italijanske oblasti zaprle v taborišče v Trevisu.

## Kulturna dejavnost
O kulturnem dogajanju na novomeški gimnaziji od leta 1945 do 1990 ni več dosti pisnih virov. Gimnazijski arhivi iz tega obdobja so izgubljeni in tudi v zborniku, ki je izšel ob 225-letnici šole, kulturne dejavnosti niso bile posebej predstavljene, ampak le tu in tam mimogrede omenjene. kar o kulturnih dejavnostih iz tega obdobja na Gimnaziji Novo mesto vemo danes, je bilo pobrano iz ostalih lokalnih medijev, ki so beležili uspehe novomeških dijakov.
Vsi znani podatki dokazujejo, da je kultura na Gimnaziji novo mesto po drugi svetovni vojni kar cvetela. Upokojena novinarka Ria Bačer se spominja, da se je že pozimi šol. leta 1945/46 na gimnaziji oblikovala gledališka skupina. Pod vodstvom Toneta Beleta so nastopili tako pred novomeškim občinstvom, kot v bližnjih krajih (Mirna Peč, Mokronog, Dolenjske Toplice, Trebnje, Žužemberk, Vavta vas ...). Pripravljali so razne skeče in recitacije za gimnazijske proslave. K sreči imamo iz leta 1950 nekaj več podatkov o delovanju novomeške gimanzije, saj je v tem letu začel izhajati časopis Dolenjski list, ki je spremljal kulturne prireditve gimnazijcev in pisal kritike njihovega dela. Novinarka 'Zlata' (najbrž Moro) poroča, da je bilo kulturno delo na šoli zelo razvito in pestro: v razredih prirejajo proslave v počastitev velikih mož in ob državnih praznikih razredi tekmujejo, kdo bo bolje pripravil Prešernovo proslavo. Spomladi 1950 so novomeški gimnazijci uprizorili Gogoljevega 'Revizorja' pod vodstvom prof. Marjana Dobovška. V naslednjem šolskem letu so se dijaki lotili tudi zahtevnejše Schillerjeve drame 'Kovarstvo in ljubezen', sledil pa je tudi Linhartov 'Matiček se ženi', Molierjev 'Namišljeni bolnik', Katajevih 'Milijon težav', Howardov 'Pokojni Christopher Bean' in še mnogi drugi.
V tem času je deloval tudi baletni krožek pod vodstvom prof. Marjance Jeločnik, ki je popestril marsikatero prireditev. Dijakinje, ki so sodelovale v krožku, so se udeležile tudi republiškega tekmovanja v ljubljanski operi in tam zasedle enega od prvih mest.

### Filmska vzgoja in filmski krožek v 70. in 80. letih
Ljubitelji 'sedme umetnosti' so se začeli družiti v filmskem krožku v času, ko je film s svojo magično močjo pritegoval širok krog mladine. Film je bil v 70. pogosta tema razprav v šolskih klopeh, mesta v učnem programu pa ni imel. Priložnostni pogovori o filmu so se na Gimnaziji Novo mesto po ogledu predstav v kinu Krka razvili v zanimive debate. nadaljevale so se v krožku. nekatere dijake je sicer bolj mikalo ustvarjanje lastnih kratkih filmov, zato sta se z menjavo generacij vsebina in oblika dela spreminjali, glavna tema pa je vseskozi ostajala debata o filmih. Ko se je filmski krožek povezal s filmskim krožkom na ekonomsko administrativnem centru in filmskem odboru pri Zvezi kulturno-posvetnih organizacij, se je delo v krožku zelo popestrilo. Začelo se je resno pospeševanje filmske vzgoje v Novem mestu. To vzgojo so močno začeli podpirati tako profesorji, kot člani ZKO (Zveza kulturno.posvetnih organizacij); filmskih predstav so se začeli redno udeleževati dijaki srednjih pa tudi osnovnih šol. Člani filmskega krožka so ob vsaki predstavi za učence udeležence pripravili filmski list. ta je poleg ustvarjalcev predstavil filmsko zvrst, določeno kinematografijo, odlomke iz ocen filmskih kritikov, opozarjal pa je tudi na nekatere umetniško dovršene kadre in sekvence, zvočno spremljavo in filmski jezik. ta list je imel takrat posebno vlogo, saj se je film vključil v umetniško vzgojo pri pouku, pedagoške literature s tega področja pa je bilo zelo malo.
Prek filmskih predstav so lahko abonenti (leta 1980 jih je bilo na Slovenskem 370) spoznali nekatere najvidnejše dosežke tako evropske, kot ameriške filmske scene. Filmski odbor ZKO je v povezavi s kinom Krka v letih 1976 - 1990 organiziral tudi Teden slovenskega filma. vsako leto je bilo v tem tednu predstavljenih najmanj pet slovenskih filmov. Dijaki so tako lahko spoznali potek slovenske kinematografije. V štirih letih (v času ene generacije) se je tako na platnu kina Krke od sto posnetih slovenskih filmov zavrtelo dvajset najbolje ocenjenih. ZKO in uprava kinematografije sta organizirala tudi srečanje z igralci, režiserji, scenografi in producenti. Med drugim so bili to: Božidar Jakac, France Štiglic, Mila Kačič, Dušan Povh, Ivan Marinček, Matjaž Klopčič, Bert Sotlar, Milan Ljubič ... ki so odgovorili na mnoga vprašanja dijakov.
Že od samega začetka se je med člani filmskega krožka pojavljala želja, da bi tudi sami posneli kakšen kratek film. Ko so učenci posneli dva kratka filma in je šola uvidela, da je nakup kamere smiseln, so leta 1972 zbrali sredstva ter kupili kamero, kasneje pa še kino projektor. Porajale so se zanimive ideje, a zaradi omejenih sredstev žal nikoli niso bile uresničene. Kljub temu je zagnanim učencem uspelo posneti nekaj zanimivih kratkih filmov. Ob tej mali kameri se je izrazilo mnogo učencev in uporabljalo jo0 je mnogo generacij. Dijaki so ustvarili 22 zanimivih filmskih zapisov, skozi katere je moč začutiti njihov pogled na svet.   

## Znani dijaki
1. Boris Andrijanič, podjetnik
2. Igor Bavčar, politik
3. Gregor Golobič, politik
4. Slavko Grum, dramatik
5. Andrej Hočevar, meteorolog
6. Evgen Jarc, politik
7. Miran Jarc, pesnik
8. Božidar Jakac, slikar
9. Ignacij Klemenčič
10. Boštjan Kovačič, politik
11. Lojze Krakar, pisatelj
12. Dragotin Kette, pesnik
13. Marjan Kozina, skladatelj
14. Vladimir Lamut, slikar
15. Marjan Manček, ilustrator
16. Pino Mlakar, baletnik
17. Alojz Peterle , politik
18. Josip Plemelj, matematik
19. Anton Podbevšek, pesnik
20. Edvard Ravnikar, arhitekt
21. Ferdinand Seidl, geograf
22. Leon Štukelj, športnik
23. Irena Yebuah Tiran, glasbenica
24. Ivan Tavčar, pisatelj
25. Janez Evangelist Zore, duhovnik
26. Franc Zorec, duhovnik
27. Oton Župančič, pesnik
28. Igor Lukšič, politik
29. Sašo Đukić, producent

## Znani profesorji
- Ferdo Kozak
- Fran Detela
- Janez Ferbar
- Uroš Lubej